# كارلوس ألبرتو أيتشيفيري
كارلوس ألبرتو أيتشيفيري (بالإسبانية: Alberto Etcheverry)‏ هو مدرب كرة قدم ولاعب كرة قدم أرجنتيني في مركز الهجوم، ولد في 29 يونيو 1933 في بوينس آيرس في الأرجنتين، وتوفي في 28 أغسطس 2014 في غواناخواتو في المكسيك. لعب مع بوكا جونيورز وتشاكاريتا جيونيورز وكلوب ليون ونادي أتلانتي ونادي أونيفرسيداد ناسيونال ونادي إيرابواتو.